# Xã Bluffton, Quận Winneshiek, Iowa
Xã Bluffton (tiếng Anh: Bluffton Township) là một xã thuộc quận Winneshiek, tiểu bang Iowa, Hoa Kỳ. Năm 2010, dân số của xã này là 445 người.